# Different Stages
Different Stages es el título del cuarto álbum grabado en directo -y el vigésimo en su carrera musical- por la agrupación canadiense de rock progresivo Rush. Fue lanzado al mercado el 10 de noviembre de 1998. El paquete en CD consta de tres discos: los dos primeros están conformados por el registro de las giras de los álbumes "Counterparts" y "Test for Echo", mientras que el tercero es una grabación antigua, realizada en 1978 durante la gira promocional de "A Farewell to Kings" en el Reino Unido. Neil Peart, quien estaba recientemente afectado por una tragedia familiar, no participó de la producción ni el mercadeo del álbum, el cual está dedicado a la memoria de la hija y de la esposa de Peart.

## Lista de canciones
En los discos 1 y 2, la mayor parte de los temas fue grabado en directo durante la presentación que ofreció la banda el día 14 de junio de 1997 en el entonces llamado World Music Theater (actualmente rebautizado como First Midwest Bank Amphitheatre) de Tinley Park (Chicago), Estados Unidos, excepto donde se indica:
Disco 1
1. "Dreamline" (5:34)
2. "Limelight" (4:32)
3. "Driven" (5:16)
4. "Bravado" (6:23)+
5. "Animate" (5:29)
6. "Show Don't Tell" (5:29)++
7. "The Trees" (5:28)+++
8. "Nobody's Hero" (5:01)
9. "Closer to the Heart" (5:13)
10. "2112"++++

- I. Overture (4:32)
- II. The Temples of Syrinx (2:20)
- III. Discovery (4:17)
- IV. Presentation (3:40)
- V. Oracle: The Dream (1:49)
- VI. Soliloquy (2:07)
- VII. Grand Finale (2:39)

Disco 2
1. "Test for Echo" (6:15)
2. "Analog Kid" (5:14)+++++
3. "Freewill" (5:36)
4. "Roll The Bones" (5:58)
5. "Stick It Out" (4:42)
6. "Resist" (4:27)++++++
7. "Leave That Thing Alone" (instrumental) (4:46)++++
8. "The Rhythm Method" (solo de batería) (8:19)
9. "Natural Science" (8:05)
10. "The Spirit of Radio" (5:00)
11. "Tom Sawyer" (5:18)
12. "YYZ" (instrumental) (5:25)

- + - Grabado el 30 de abril de 1994 en The Spectrum, Filadelfia (Pensilvania)
- ++ - Grabado el 27 de febrero de 1994 en el Miami Arena, Miami (Florida)
- +++ - Grabado el 24 de mayo de 1997 en el Coca-Cola Starplex Amphitheater, Dallas (Texas)
- ++++ - Grabado el 23 de junio de 1997 en el Great Woods Center, Mansfield (Massachusetts)
- +++++ - Grabado el 22 de marzo de 1994 en The Palace, Auburn Hills (Míchigan)
- ++++++ - Grabado el 2 de julio de 1997 en el Molson Amphitheater, Toronto (Ontario), Canadá

Disco 3
El repertorio que aparece en el disco 3 fue grabado íntegramente en el Hammersmith Odeon de Londres, Reino Unido, el día 20 de febrero de 1978, durante la gira promocional del álbum "A Farewell to Kings". Los temas son:
1. "Bastille Day" (5:07)
2. "By-Tor and the Snow Dog" (4:59)
3. "Xanadu" (12:32)
4. "A Farewell to Kings" (5:53)
5. "Something for Nothing" (4:01)
6. "Cygnus X-1 Book I: The Voyage" (10:23)
7. "Anthem" (4:47)
8. "Working Man" (4:00)
9. "Fly by Night" (2:04)
10. "In the Mood" (3:34)
11. "Cinderella Man" (5:09)

La mezcla e ingeniería de sonido de los temas del disco 3 estuvo a cargo de Terry Brown.

## Músicos
- Geddy Lee: Bajo, Voz y Sintetizadores
- Alex Lifeson: Guitarra eléctrica y acústica, Coros
- Neil Peart: Batería y percusión

- Datos: Q905296